# Acanthermia xanthopterygia
Acanthermia xanthopterygia là một loài bướm đêm trong họ Noctuidae.